# Pteronemobius nitidus
Pteronemobius nitidus is een rechtvleugelig insect uit de familie krekels (Gryllidae). De wetenschappelijke naam van deze soort is voor het eerst geldig gepubliceerd in 1901 door Bolívar.